# برفيس أليسون
برفيس أليسون (بالإنجليزية: Pervis Ellison)‏ مواليد 3 أبريل 1967 في سافانا، هو لاعب كرة سلة أمريكي سابق بدأ مسيرته الاحترافية في سنة 1989 وحمل الرقم 42 و43 و29. يبلغ طوله 6 قدم 9 بوصة (2.1 م). اعتزل اللعب في 2000.

## روابط خارجية
- برفيس أليسون على موقع إن بي أي (الإنجليزية)
- برفيس أليسون على موقع سبورتس رفرنس (الإنجليزية)
- برفيس أليسون على موقع كرة السلة الأوروبية.كوم (الإنجليزية)
- برفيس أليسون على موقع كلية كرة السلة في سبورتس رفرنس.كوم (الإنجليزية)
- برفيس أليسون على موقع ريلجم (الإنجليزية)
- برفيس أليسون على موقع بروبوليرز (الإنجليزية)